# Ortoncourt
Ortoncourt ist eine französische Gemeinde im Département Vosges in der Region Grand Est (bis 2015 Lothringen). Sie gehört zum Arrondissement Épinal und zum Kanton Charmes.

## Geografie
Ortoncourt liegt zwischen Charmes und Rambervillers.

## Bevölkerungsentwicklung
| Jahr      | 1793 | 1896 | 1954 | 1982 | 1990 | 1999 | 2006 |
| Einwohner | 168  | 229  | 122  | 96   | 88   | 75   | 80   |

## Sehenswürdigkeiten
- Kirche Saint-Urbain (Altar als Monument historique klassifiziert)